# Dieter Heidecker
Dieter Heidecker (* 26. Februar 1954 in Kufstein) ist ein Generalmajor a. D. des österreichischen Bundesheeres.

## Militärische Laufbahn

### Ausbildung und erste Verwendungen
Dieter Heidecker trat 1972 in das Bundesheer ein, absolvierte von 1976 bis 1979 die Theresianische Militärakademie und wurde anschließend zum Jägerbataillon 21 versetzt.
Dort wurde er Zugführer, später Kompaniekommandant der 1. Kompanie und danach S3-Offizier des Bataillons.

### Dienst als Stabsoffizier
Von 1985 bis 1988 absolviert er den 11. Generalstabslehrgang an der Landesverteidigungsakademie in Wien.
Von 1991 bis 1992 war er Kommandeur des Logistikregiments und von 1993 bis 1995 Chef des Stabes der 4. Panzergrenadierbrigade in Linz / Ebelsberg. Anschließend wurde er Militärattaché bei der EU und stellvertretender Verteidigungsattaché für Belgien in Brüssel.
Von 1997 bis 2002 war Heidecker Verteidigungsattaché für Frankreich, Tunesien, Marokko und Luxemburg in Paris.

### Dienst im Generalsrang
Im Generalsrang bekleidete Heidecker unter anderem den Posten als stellvertretender Kommandant der Landstreitkräfte (2002 bis 2016) und als Kommandeur der EUFOR in Bosnien und Herzegowina.

### Auslandseinsätze
- Dezember 2012 bis 2014 als Kommandeur der EUFOR in Bosnien und Herzegowina[1]

## Privates
Dieter Heidecker ist verheiratet und besitzt einen Master of Philosophy der Universität Wien.